# 憎まれっ子世に憚る
『憎まれっ子世に憚る』（にくまれっこはよにはばかる）は、あいみょんの2ndインディーズミニ・アルバム。Lastrum Music Entertainmentより2015年12月2日に発売された。

## 概要
本作は、あいみょんのインディーズおよびメジャーを通して2枚目のミニ・アルバムであり、前作「tamago」より約6ヶ月ぶりのリリースとなる。
遺書をテーマとした本作のリード曲「どうせ死ぬなら」をはじめ、収録曲はいずれも独特な視点と世界観で描かれたものとなっている。あいみょん曰く、好きな音楽や言葉をそのまま詰めた作品とのこと。

## 収録曲
| 全作詞・作曲: あいみょん。 |                            |            |            |            |      |
| #                          | タイトル                   | 作詞       | 作曲・編曲 | 編曲       | 時間 |
| 1.                         | 「どうせ死ぬなら」         | あいみょん | あいみょん | 関口シンゴ | 5:07 |
| 2.                         | 「19歳になりたくない」     | あいみょん | あいみょん | 橋口靖正   | 4:48 |
| 3.                         | 「好きって言ってよ」       | あいみょん | あいみょん | 山口隆志   | 3:43 |
| 4.                         | 「泥だんごの天才いたよね」 | あいみょん | あいみょん | 星野純一   | 4:15 |
| 5.                         | 「おっぱい」               | あいみょん | あいみょん | 橋口靖正   | 5:24 |
| 6.                         | 「私に彼氏ができない理由」 | あいみょん | あいみょん | 橋口靖正   | 3:40 |
| 7.                         | 「ほろ酔い」               | あいみょん | あいみょん |            | 5:51 |